# Cybister dytiscoides
Cybister dytiscoides är en skalbaggsart som beskrevs av Sharp 1882. Cybister dytiscoides ingår i släktet Cybister och familjen dykare. Inga underarter finns listade i Catalogue of Life.